# P.S. I Love You (The Beatles)
P.S. I Love You is een lied van The Beatles dat voornamelijk is geschreven door Paul McCartney, hoewel de credits van het lied McCartney en John Lennon als auteurs vermelden. P.S. I Love You verscheen in 1962 op de B-kant van de eerste single van The Beatles, Love Me Do. Het nummer werd datzelfde jaar ook uitgebracht op de eerste LP van The Beatles, Please Please Me. Hoewel de single waarop P.S. I Love You werd uitgebracht in Groot-Brittannië slechts de 17e plaats in de UK Singles Chart haalde, betekende deze single wel de doorbraak voor The Beatles in hun geboorteland.

## Achtergrond
Volgens McCartney is P.S. I Love You voornamelijk door hemzelf geschreven. Hoewel weleens is gesuggereerd dat McCartney schreef voor een vriendin uit Hamburg, wordt dit door McCartney zelf ontkend: 

It's not based in reality, nor did I write it to my girlfriend from Hamburg, which some people think.
— Paul McCartney (1997)

 De liedtekst is door McCartney geschreven als een brief aan een geliefde. Dit idee gebruikten The Beatles later ook voor Paperback Writer, alleen gaat het dan om een schrijver die een uitgeverij aanschrijft om zijn boek uit te geven.

## Opnamen
Op 6 juni 1962 waren The Beatles voor eerste maal in de Abbey Road Studios in Londen. Die dag namen ze een onbekend aantal versies van P.S. I Love You op. Het is niet duidelijk of het toen ging om echte opname of dat het ging om een auditie ging. McCartney herinnert zich dat het om een auditie ging.
Op 11 september namen The Beatles 10 takes van het nummer op. Die dag speelde sessiemuzikant Andy White de drums. Drummer Pete Best was in augustus van dat jaar door The Beatles aan de kant gezet en vervangen door Ringo Starr van de Liverpoolse band Rory Storm and the Hurricanes, omdat producer George Martin niet tevreden was over Best. Op 4 september waren The Beatles voor de tweede maal in de studio om hun eerste single op te nemen, ditmaal met Starr als drummer. George Martin was echter ook niet tevreden over Starrs drumspel. Waarnemend producent Ron Richards boekte daarom Andy White voor de sessie van 11 september. Starr is wel te horen op P.S. I Love You omdat hij maraca's speelt.
Het nummer is samen met Love Me Do, She Loves You en I'll Get You uitsluitend in mono uitgebracht omdat de tweesporen mastertapes gewist zijn.

## Credits
- Paul McCartney - zang, basgitaar
- John Lennon - akoestische gitaar, zang
- George Harrison - leadgitaar, zang
- Ringo Starr - maracas
- Andy White - drums